# Herine igre
Herine igre so bile prvo tekmovanje za ženske na olimpijskem stadionu. Prve igre so se v Olimpiji odvijale že v 6. stoletju pred našim štetjem, zgodovinarji pa so mnenja, da so se odvijale tik pred Olimpijskimi igrami. Edina disciplina na igrah je bil tek, ki je bil pred tem tekmovanje le za moške. Ženske so tekmovale v tekaških dispiplinah, ki pa so bile za šestino krajše od moških disciplin.
Discipline na Herinih igrah:
- Stadion - tekaška disciplina na stezi stadiona (tek na 177 metrov)
- Diaulos - dve zaporedni tekmi na stezi stadiona (tek na 354 metrov)
- Hippios - štiri zaporedne tekme na stezi stadiona (tek na 708 metrov)
- Dolichos - vzdržljivostna tekma (18-24 krogov okoli stadiona v dolžini okoli treh milj)

Zmagovalke so bile ovenčane z oljčnim vencem, za nagrado pa so prejele tudi del krave, ki je bila pred tem žrtvovana Heri, zavetnici iger.  Poleg tega je bilo zmagovalkam dovoljeno postaviti kip s svojim imenom in ga posvetiti Heri, a se noben tak kip ni ohranil do danes.
Nekatera besedila, vključno Pavzaniasov Vodič po Grčiji, pribl. 175, navajajo, da je Hipodameja zbrala skupino  "šestnajstih žensk" in jih imenovala za upravljavke Herinih iger, ker je bila hvaležna za poroko s Pelopsom. Druga besedila v zvezi z Elido in Pizo nasprotno kažejo, da so bile to mirovnice iz Pize in Elide ter so zaradi svoje politične naravnanosti postale skrbnice Herinih iger.